# Chinampa, Zautla
Chinampa är en ort i Mexiko.   Den ligger i kommunen Zautla och delstaten Puebla, i den sydöstra delen av landet, 150 km öster om huvudstaden Mexico City. Chinampa ligger 1 911 meter över havet och antalet invånare är 183.
Terrängen runt Chinampa är huvudsakligen kuperad, men norrut är den bergig. Chinampa ligger nere i en dal som går i nord-sydlig riktning. Runt Chinampa är det ganska tätbefolkat, med 65 invånare per kvadratkilometer. Närmaste större samhälle är Zaragoza, 15,5 km öster om Chinampa. I omgivningarna runt Chinampa växer huvudsakligen savannskog.